# ميغيل مازا ماركيز
ميغيل ألفريدو مازا ماركيز (بالإسبانية: Miguel Alfredo Maza Márquez)‏ (ولد في 1937)، وهو جنرال كولومبي متقاعد، ومدير سابق في دائرة الأمن الإدارية (DAS). في نوفمبر 2016، حكمت عليه محكمة العدل العليا في كولومبيا بالسجن مدة 30 عاما بسبب مشاركته في اغتيال لويس كارلوس غالان في أغسطس عام 1989.